# Krystalová jeskyně v Malém Rozsutci
Krystalová jeskyně v Malém Rozsutci je veřejnosti nepřístupná jeskyně v Malé Fatře pod Malým Rozsutcem.
Z mineralogického hlediska je velmi významná. Je zajímavá ze stránky vědecké, s ohledem na genezi, je unikátní svým výskytem, ojedinělým typem kalcitové výzdoby, ale lze hovořit i o jejím ohrožení, zejména lidskou činností. Z hlediska geneze vlastních prostor lze je klasifikovat jako typ vrstevněkorozívní.
Vytvořila se v tmavošedých reiflingských vápencích patřících Chočskému příkrovu. Otázka vzniku kalcitovou výzdoby je značně složitá. Původně vyslovený názor o hydrotermální výplni puklin se ukazuje méně pravděpodobný, protože hloubková kontinuita s přívodními cestami hydrotermu je těžko prokazatelná. Pokus interpretace vzniku v důsledku anomálních hodnot radioaktivních prvků (záření) publikoval V. Bukinovský (1971). Zdá se příliš volně interpretován a v práci J. Tulise (1974) je vyvrácen, i když autor v závěru připomíná, že tím nechce diskutovat o vlivu radioaktivních prvků na krystalizační procesy. Pro měření radioaktivity v Krystalové jeskyni J. Tulis (1974) připomíná, že přirozená radioaktivita vápenců je nižší než vnějšího ovzduší a naměřené hodnoty obecně nepřesahují klarkové hodnoty karbonátových hornin.
Tyto okolnosti svědčí o tom, že klíč ke genetickým řešením třeba hledat v podílu mikrochemických komponent, ve speciálních geochemických podmínkách vzniku, podrobném krystalografickém rozboru tvarů, případně i v mikroklimatických podmínkách lokality. Orientační spektrochemické analýzy ukázaly, že přítomnost mikrochemických komponentů v kalcitu jeskyně vcelku odpovídá složení okolní mateřské horniny, ze které vznikly vyluhováním připovrchovou cirkulací vody a ve speciálních podmínkách v prostorách jeskyně vykrystalizovaly. Rozbory sekundární výplně odhalily podstatně širší škálu prvků, což zřejmě souvisí s vlastností jílovitých substancí vázat prvky výplně.
Délka jeskyně je 26 metrů. Dno je intenzivně pokryto množstvím kalcitových drúz. Jelikož i povrch stěn je téměř souvisle pokryt drúzovým kalciem, je pravděpodobné, že i místa, na která padly odtržené drúzy, byla znovu pokryta krystaly. I v Krystalové jeskyni lze pozorovat, že velikost vrcholových krystalů souvisí s tloušťkou podložky, což ukazuje na podobné zkušenosti Sekaniny (1962) při výzkumu exogenních kalcitů na Štramberku.
Ojedinělost výskytu tohoto typu jeskynní výzdoby, i přes nešetrný lidský zásah (v roce 2002 poškodil(i) neznámý/í vandal(ové) zejména úvodní část), představuje mineralogické naleziště mimořádného významu.
Torzovité nálezy kostí, zejména v tzv. „Hřbitově a v Liščí komoře“, se zatím podrobně nezpracovaly. Lokalita je v současnosti uzavřena. Z dalších mineralogických nálezů se v literatuře uvádějí pyrity jako fosilizační element v sedimentech krížňanského příkrovu na Medziholí, ačkoli jak mineralogické naleziště nemají větší význam.